# أكاديمية بطلي (الموسم 2)
الموسم الثاني من أكاديمية بطلي (僕のヒーローアカデミア Boku no Hīrō Academia) هو مسلسل أنمي أنتجه ستوديو بونز وأخرجه كينجي ناغاساكي، وهذه السلسلة من تأليف يوسكي كورودا، أما يوشيهيكو أوماكوشي فهو يقدم تصميمات للشخصيات ويقوم يوكي هاياشي بتأليف الموسيقى. مثل الموسم الأول، فهو يتكيف مع سلسلة المانغا الأصلية لكوهي هوريكوشي إذ يتكون من أكثر من 25 حلقة. حيث يغطي آرك "المهرجان الرياضي" (الفصول 22-44)، وأيضا آرك""ضد البطل القاتل"" (الفصول 45-59)، وأخيرا آرك""الاختبارات النهائية"" (الفصول 60-69)، فجميع الحلقات تنتمي للمانغا باستثناء الحلقة 13.5 (ملخص) والفصل 70 (وهي قصة منفصلة). تم بث الموسم من 1 أبريل إلى 30 سبتمبر 2017 في اليابان.

## قصة الموسم
يتبع الموسم إيزوكو ميدوريا، الذي منح فرصة لإظهار قدرته الغريبة جنبًا إلى جنب مع زملاء الدراسة في المهرجان الرياضي، حيث يعرض المحترفون فرصة للأبطال في توظيفهم كتدريب داخلي. لاحقًا، تزداد الأمور سوءًا في مدينة هوسو حيث يظهر قاتل الأبطال ستين، فتصدر من مدينة هوسو ضجة كبيرة مما يؤدي في نهاية الأمر إلى مواجهة بين بعض المتدربين الأبطال وبين القاتل ستين. ومع مرور الوقت تقتراب نهاية الفصل الدراسي الأول، فيواجه طلاب الصف 1-A معلميهم الأبطال في قتالات خلال الاختبار النهائي. في أثناء مواجهة محنتهم، يتوجب على كل من إيزوكو وباكوغو وضع خلافاتهما جانبًا في مواجهة تحديهما.

## الإصدار والإنتاج
أصدرت شركة توهو الموسم على دي في دي وبلو راي في ثماني مجموعات، تحتوي كل منها على حلقتين إلى أربع حلقات، في الفترة ما بين 19 من يوليو 2017 وبين 14 من فبراير 2018. مكون من 25 حلقة. تم ترخيص الموسم لإصداره باللغة الإنجليزية في أمريكا الشمالية وأصدر في مجموعتين في 3 من أبريل و5 من يونيو 2018.
أيضا مثل الموسم السابق، يقوم فونميشن ببث الموسم خارج آسيا أثناء بثه.

## إصدار الفيديو

### اليابانية
أصدرت توهو الموسم الثاني من الأنمي على دي في دي وبلو راي في ثمانية مجلدات في اليابان، مع إصدار المجلد الأول في 19 من يوليو 2017، وإصدار المجلد النهائي في 14 من فبراير 2018.

### الإنجليزية
أصدرت فنميشن السلسلة في أمريكا الشمالية ضمن مجلدين، حيث تم إصدار المجلد الأول في 3 من أبريل 2018، وتم إصدار المجلد الثاني في 5 من يونيو 2018. حيث تلقى كلا المجلدين إصدارًا مجمعًا محدود الإصدار، وأيضا إصدارًا مجمعًا للإصدار القياسي، وإصدار دي في دي ذو الإصدار القياسي. كما وقامت
سوني بيكتشرز بتوزيع السلسلة في الولايات المتحدة وأيرلندا، وأصدرت السلسلة على مجلدات دي في دي وبلو راي ذات الإصدار القياسي في 2 من أبريل 2018 و11 من يونيو 2018. مانغا إنترتاينمنت حيث أصدرت لاحقًا المسلسل في المملكة المتحدة وأيرلندا لـ فنميشن كمجموعة كاملة في 21 من سبتمبر 2020. وزع المسلسل في أستراليا ونيوزيلندا، كما وأصدر المسلسل في البداية في مجلدات محدودة الإصدار في 9 من مايو 2018 و13 من يونيو 2018، وفي مجلدات الإصدار القياسي في 15 من أغسطس 2018. حيث أصدر فنميشن لاحقًا المسلسل في أستراليا ونيوزيلندا من خلال مادمان إنترتاينمنت، كما أصدرت جميع الإصدارات المجمعة للجزء 1 و2 في 4 من ديسمبر 2019.

## وصلات خارجية
- أكاديمية بطلي (الموسم 2) على موقع ANN anime (الإنجليزية)